# Raionul Zaricine, Rivne
Zaricine (în ucraineană Зарічненський район, transliterat: Zaricinenskîi raion) este un raion în regiunea Rivne, Ucraina. Reședința sa este așezarea de tip urban Zaricine.

## Demografie
Componența lingvistică a raionului Zaricine
     Ucraineană (99,36%)
     Alte limbi (0,63%)
Conform recensământului din 2001, majoritatea populației raionului Zaricine era vorbitoare de ucraineană (99,36%), existând în minoritate și vorbitori de alte limbi.